# Sjællandsgade (Aarhus)
 For alternative betydninger, se Sjællandsgade (København).
Sjællandsgade i Aarhus er en del af Øgadekvarteret. Den går fra Nørregade til Fynsgade med Thunøgade, Sølystgade og Samsøgade som tværgående. Også Fænøgade og Anholtsgade støder op til Sjællandsgade.
Sjællandsgade opstod i begyndelsen af 1800-tallet som en indkørselsvej til et teglværk. Teglværket lå samme sted som Sjællandsgade og Sølystgade i dag krydser. Derfor giver det også god mening at gaden startede med at hedde Teglgaardsstæde og Teglgaardgade. Det var først i 1891 at den skiftede navn til Sjællandsgade efter en bestemmelse fra Aarhus Byråd. Gaden blev forlænget i 1880 til at gå op til Samsøgade og i 1891 til Fynsgade.
Den ældste bebyggelse på Sjællandgade stammer fra 1850’erne og er det der ligger omkring Nørregade. Det blev bygget da man fjernede byens porte og hegn. Det var også i den periode Studsgade blev revet ned. De ældste huse er 1½ og 2½ etagers bygninger. I 1870’erne og 1880’erne begyndte man på de næste dele af gaderne som er omkring én etage højere.
Sjællandsgade var Øgadekvarterets handelsgade. Her lå en række købmænd og andre butikker. Det var blandt andet her at Ferdinand Salling (far til Herman Salling) fik sine første indtryk af handelslivet i faderens, Hans Christian Sallings købmandsbutik i Sjællandsgade 25. De fleste af butikkerne er i dag lukket, men der er dog stadig enkelte butikker tilbage i gaden.
Øgadekvarteret, som Sjællandsgade er en del af, har også været kendt som Sjællandsgadekvarteret. I 1973 blev Sjællandsgadekvarterets Beboerforening oprettet og den arbejder stadig for at forbedre kvarteret. 

## Kendte personer fra Sjællandsgade
- Steffen Brandt - forsanger i Tv·2